# Magic (antologia)
Magic è un'antologia di racconti di fantascienza dello scrittore statunitense Isaac Asimov, che contiene tutti i racconti che precedentemente non furono inseriti in Azazel.

## I racconti
- Alla tua salute (To Your Health, 1989)
- Il critico nel caminetto (The Critic on the Hearth, 1992)
- È un lavoro (It's a Job, 1991)
- Ma che freddo fa (Baby, It's Cold Outside, 1991)
- Il viaggiatore del tempo (The Time Traveller, 1990)
- Il vino è schernitore (Wine Is a Mocker, 1990)
- Lo scienziato pazzo (The Mad Scientist, 1989)
- La favola dei tre principi (The Fable of the Three Princes, 1987)
- in marcia contro il nemico (March Against the Foe, 1994)
- Direzione nordovest (Northwestward, 1989)
- Il principe Delizioso e il drago senza fiamma (Prince Delightful and the Flameless Dragon, 1991)

## Edizioni
- Isaac Asimov, Magic, traduzione di Tilde Riva, Bompiani, 1996, ISBN 88-452-2927-0.